# 田谷野亮
田谷野 亮（たやの りょう、1986年9月18日 - ）は、日本の俳優、元アメリカンフットボール選手。本名同じ。
大阪府出身。かつてはプラチナムプロダクションを経てチーズfilmに所属していた。早稲田大学スポーツ科学部卒業。妹が1人いる。

## 略歴
11歳でアメリカンフットボールを始め、12歳で日本一を経験。関西大倉高等学校、早稲田大学を経て、オービックシーガルズに入団。
高校在学中、高校界屈指のアスリートと評価され、全国高校ベスト4入りをする。大学時代はルーキーイヤーから試合に出場し活躍。最終学年には副将も務め、全国大学ベスト4入りを果たす。オービックシーガルズ時代には再び日本一を経験している。
- 2011年、オービックシーガルズ退団。
- 2012年9月、特撮テレビドラマ『仮面ライダーウィザード』ドーナツ屋店員 役で俳優デビュー、連続ドラマ初のレギュラー出演。
- 2012年12月、同作劇場版『仮面ライダー×仮面ライダー ウィザード&フォーゼ MOVIE大戦アルティメイタム』でスクリーンデビュー。
- 2013年3月、『僕たちの街は一ヵ月後ダムに沈む』で初舞台を踏む。
- 2014年6月、所属していたプラチナムプロダクションを退所したことを発表[2]。
- その後チーズfilmに籍を移したが、現在は退所している。なお、2015年8月の旗揚げから参加し、2017年に劇団となった、同社の劇団には2023年時点でも参加している[3]。

## 出演

### テレビドラマ
- 仮面ライダーウィザード（2012年9月2日 - 2013年9月29日、テレビ朝日）- 店員 役

### バラエティ
- 気になる通販ランキング!ポシュレデパート深夜店（日本テレビ）

### 映画
- 仮面ライダー×仮面ライダー ウィザード&フォーゼ MOVIE大戦アルティメイタム（2012年12月8日公開、東映）－ ドーナツ屋店員 役
- 極道の妻たちNeo（2013年6月8日公開、東映）－ 半沢則男 役
- 劇場版 仮面ライダーウィザード in Magic Land（2013年8月3日公開、東映）-　ドーナツ屋店員 / 仮面ライダーメイジ（声）役
- オー!ファーザー（2014年5月24日公開、ワーナー・ブラザース映画）－ 警察官 役
- この音が聴こえているか（2014年10月4日公開）－ 主演

### 舞台
- 僕たちの町は一ヵ月後ダムに沈む（2013年3月 上野ストアハウス）－ 演出 奥村拓
- 誰かがドアをknockする2（2014年1月 萬劇場）－ 演出 こぐれ修（劇団☆新感線）
- サイコメトラーEIJI〜時計仕掛けのリンゴ（2014年2月 CBGKシブゲキ!!）－ 演出 西永貴文
- デジャブの春（2014年4月 渋谷区文化総合センター大和田 伝承ホール）－ 演出 静馬弘毅
- →パラライズ→（2014年5月 萬劇場） - 演出 こぐれ修（劇団☆新感線）
- THE LAST SONG 命の行進曲（2014年9月 渋谷区文化総合センター大和田 伝承ホール）－ 演出 梶原涼晴
- クランアップはまだ早い (2014年12月 中野ザ・ポケット) -  演出 中村公平 (劇団レトロノート)
- 寝盗られ宗介 (2015年1月 浅草木馬亭) - 作 つかこうへい 演出 こぐれ修(劇団☆新感線)
- THE LAST WARDS 命の行方 (2015年5月 中目黒ウッディシアター) - 演出 梶原涼晴
- カンガルー (主演 2015年7月 早稲田小劇場どらま館) - 作 別役実 演出 こぐれ修(劇団☆新感線)
- 川辺市子のために (主演 2015年8月 2016年1月再演 サンモールスタジオ) - 作 演出 戸田彬弘
- 広島に原爆を落とす日 (主演 2016年1月 東京芸術劇場シアターウエスト) - 作 つかこうへい 演出 こぐれ修(劇団☆新感線)
- 美しいひと (主演 2016年4月 スペース梟門) - 作 演出 戸田彬弘
- 蒲田行進曲（主演 2024年5月、紀伊國屋ホール）- 作 つかこうへい 演出 こぐれ修(劇団☆新感線)[4]
- 紀伊國屋書店提携公演 たやのりょう一座 第14回公演「熱海殺人事件」「ストリッパー物語」（2025年11月〈予定〉、紀伊國屋ホール）[5]

### WEB
- ネット版 仮面ライダーウィザード イン マジか!?ランド（2013年）- ドーナツ屋店員 役